# Regione di Obock
Obock è una delle sei regioni dello stato di Gibuti con 44 678 abitanti al 2019. Confina a nord con l'Eritrea, a sud ed est si affaccia sul Mar Rosso e il Golfo di Aden e ad ovest confina con la regione di Tagiura.
La costa della regione è caratterizzata dalla presenza di centinaia di piccoli laghi salati. Il confine con l'Eritrea in parte è delimitato dal fiume We'ima Wenz.
Capoluogo della regione è la città di Obock, altri centri urbani sono Khor Angar e Daddato.

## Principali municipalità
Le principali municipalità della regione sono:
- Obock